# 張文愚
張文愚（1520年—？），字維學，浙江衢州府龍游縣人，民籍，明朝政治人物。

## 生平
嘉靖十九年（1540年）庚子科浙江鄉試第五十三名舉人。嘉靖二十年（1541年）聯捷辛丑科會試第二百九十名，登第三甲第一百六十七名進士。

## 家族
曾祖張郎；祖父張德富，義官；父張軻，母李氏。重庆下。從兄张良魁（贡士）。